# KANSAI IDOL LEAGUE
『KANSAI IDOL LEAGUE』（カンサイ アイドル リーグ）は、2016年11月21日から2018年5月21日までKawaiian TVで放送されていた音楽番組・バラエティ番組。

## 概要
関西地区を拠点とするアイドルによるライブ対決番組。学天即が司会。
大阪「YES THEATER」からの公開生放送で、有料での番組観覧が行われている。

## 第1節
2016年11月21日から2017年5月22日まで行われた。優勝はKissBeeWEST。

### 参加グループ・最終結果
| 順位 | ポイント | グループ       |
| ---- | -------- | -------------- |
| 1位  | 24445    | KissBeeWEST    |
| 2位  | 22935    | ミライスカート |
| 3位  | 20020    | KRD8           |
| 4位  | 19545    | つぼみ         |
| 5位  | 17725    | Fun×Fam        |
| 6位  | 16715    | SO.ON project  |
| 7位  | 16640    | on and Go!     |
| 8位  | 13950    | 我儘ラキア     |
| 9位  | 13120    | Yes Happy!     |
| 10位 | 12280    | Le Siana       |

## 第2節
2017年11月20日から2018年5月21日まで行われた。優勝はNEO BREAK。
参加グループは第1節から引き続き参加のKissBeeWEST、ミライスカート、KRD8、Fun×Fam、SO.ON project、on and Go!、Yes Happy!、Le Sianaの8組に、新たにサクヤコノハナ、POPUPの2組と、投票で勝ち上がったNEO BREAK、カラフルスクリームを加えた12組。

### 参加グループ・最終結果
| 順位 | ポイント | グループ           |
| ---- | -------- | ------------------ |
| 1位  | 23935    | NEO BREAK          |
| 2位  | 16135    | KissBeeWEST        |
| 3位  | 11980    | SO.ON project      |
| 4位  | 9585     | KRD8               |
| 5位  | 8735     | カラフルスクリーム |
| 6位  | 8155     | Yes Happy!         |
| 7位  | 7580     | ミライスカート     |
| 8位  | 7500     | POPUP              |
| 9位  | 6255     | Fun×Fam            |
| 10位 | 4565     | Le Siana           |
| 11位 | 3905     | サクヤコノハナ     |
| -    | -        | on and Go!         |